# کارالیو
کارالیو (به ایتالیایی: Caraglio) یک کومونه در ایتالیا است که در استان کونیو واقع شده‌است.

## خصوصیات
کارالیو ۴۱٫۵ کیلومترمربع مساحت و ۶٬۴۷۶ نفر جمعیت دارد و ۶۳۸ متر بالاتر از سطح دریا واقع شده‌است.